# Ancien Hôtel Continental
L'hôtel Continental est un ancien établissement hôtelier situé au no 5, boulevard Latapie-Flurin à Cauterets, dans le département français des Hautes-Pyrénées, en région Occitanie.
Il est construit de 1880 à 1882, par l'architecte palois Lucien Cottet, à l'initiative de Catherine Job, épouse Balay, maîtresse d’hôtel.
Il est aujourd'hui, transformé en appartements. 

## Histoire
L'hôtel est construit à l'initiative de Catherine Balay qui, après avoir acheté plusieurs parcelles de terrain à différents riverains du boulevard fait appel à l'architecte palois Lucien Cottet pour ériger un grand hôtel de 250 chambres. 
Il fait partie des grands hôtels de luxe qui s’élèvent alors dans le nouveau quartier résidentiel de la rive gauche du gave à partir de 1875, et notamment sur le boulevard Latapie-Flurin.
Madame Balay exploite l’hôtel de 1882 à 1884. N’ayant pu faire face aux échéances de ses emprunts, l'hôtel est l’objet d’une saisie et est acheté par une société lyonnaise qui le revend par la suite à M. et Mme Duconte à la « folle enchère ». 
Depuis la Seconde Guerre mondiale, l'hôtel a été transformé en appartements.

## Description
Comme tous les grands hôtels du boulevard, il est l’œuvre du même architecte, qui dessine lui-même les plans de la décoration des façades ornée de balcons, de cariatides, et de statues en pierre d’Angoulême facile à sculpter, comme celles du Casino-Club situé en face. Le reste de la façade est en pierre coquillière.
Le Continental est alors un luxueux hôtel de tout premier ordre avec derniers standard de l'époque en matière de confort : 250 chambres, toutes avec téléphone, électricité, salle de bains.
Sont également à disposition, une salle de billard, un ascenseur hydraulique desservant tous les étages, ainsi qu'un jardin anglais. Le restaurant de l'hôtel peut alors accueillir jusqu'à 400 convives. Son coût est de 6 à 7 francs par jour, avec un 1 franc supplémentaire par personne pour un service en chambre. Il était doté , L'hôtel est alors d'un standard équivalent à l’Hôtel d’Angleterre, également présent dans la commune, au niveau du plateau du Cambasque.

## Protection
L'hôtel fait l'objet d'une protection aux monuments historiques pour l'ensemble de ses façades par arrêté du 28 décembre 1984.